# Italienische Kleinwühlmaus
Die Italienische Kleinwühlmaus (Microtus savii) ist ein Nagetier in der Gattung der Feldmäuse, das hauptsächlich in Italien verbreitet ist. Ihre nächsten Verwandten sind die Kalabrien-Kleinwühlmaus (Microtus brachycercus) und zwei ausgestorbene Arten. Von Letzteren lebte Microtus henseli auf Korsika und Sardinien, während Microtus melitensis auf Malta vorkam. Die Art zählt zur Untergattung Terricola und wurde zeitweilig zusammen mit anderen Feldmäusen in der Gattung Pitymys geführt.

## Merkmale
Wie der Name andeutet, sind die Exemplare mit einer Kopf-Rumpf-Länge von 83 bis 100 mm, einer Schwanzlänge von 24 bis 30 mm und einem Gewicht von 16,5 bis 24 g kleine Wühlmäuse. Die Ohren sind verglichen mit verwandten Feldmäusen klein, wogegen die Augen recht groß sind. Die vier paarig angeordneten Zitzen der Weibchen liegen im Leistenbereich. Die Oberseite ist von hellem graubraunen Fell bedeckt. Kennzeichnend sind die einfach aufgebauten Kaufflächen der äußeren Molaren. Die Italienische Kleinwühlmaus hat 10 mm lange Vorder- sowie 16 mm lange Hinterpfoten.

## Verbreitungsgebiet
Diese Feldmaus kommt in Italien, inklusive Sizilien, und in benachbarten Grenzstreifen von Frankreich und der Schweiz vor. Es ist noch nicht abschließend geklärt, ob die Population in Kalabrien nur zur Kalabrien-Kleinwühlmaus zählt oder teilweise von der hier beschriebenen Art gebildet wird. Die Exemplare leben im Flachland und in Gebirgen bis 2000 Meter Höhe. Sie bewohnen unterschiedliche feuchte oder trockene Landschaften wie Laub-, Misch- und Nadelwälder, Wiesen und Weiden, Gärten und Weinhänge sowie Brachland.

## Lebensweise
Laut einer Studie aus der Schweiz beträgt die durchschnittliche Reviergröße 298 m² für Weibchen und 445 m² für Männchen. In einem Gebiet überlappen sich die Territorien von bis zu drei Weibchen und von einem oder mehreren Männchen. Im Gebiet liegen gewöhnlich drei Nester, die gemeinsam genutzt werden. Die Aktivitätszeiten der Italienischen Kleinwühlmaus sind unabhängig von der Tages- und Jahreszeit. Die Art ruht etwa 2/3 des Tages. Die komplexen Tunnelsysteme bestehen aus mehreren verzweigten Gängen, die 10 bis 50 cm unter dem Grund liegen. Zum Bau, der manchmal von Maulwürfen übernommen wird, gehören mehrere Wohnkammern und Ausgänge, an denen kleinere Hügel aufgeworfen werden. Die Individuen zeigen sich nur selten an der Oberfläche.
Zur Nahrung zählen vorwiegend Gräser, Hülsenfrüchtler, Korbblütler sowie Fuchsschwanzgewächse. Für die Italienische Kleinwühlmaus sind monogame Paare sowie polygyne und polyandrische Fortpflanzungsweisen bekannt. Weibchen können sich grundsätzlich das ganze Jahr fortpflanzen, doch in Regionen mit kalten Wintern findet zwischen November und März keine Paarung statt. In Gefangenschaft gehaltene Weibchen hatten durchschnittlich 12 Würfe pro Jahr. Nach 20 bis 24 Tagen Trächtigkeit werden bis zu vier Nachkommen geboren. Die Geschlechtsreife tritt etwa nach 50 Tagen ein. Bei Labortieren lebten ungefähr 40 Prozent ein Jahr und etwa 20 Prozent 540 Tage.

## Gefährdung
Die Population ist groß, so dass die Tiere in bewirtschafteten Regionen als Schädlinge betrachtet werden. Die IUCN listet die Art als nicht gefährdet (least concern).